# Helsingør Kommune
Helsingør Kommune er en nordsjællandsk kommune i Region Hovedstaden med 63.838 indbyggere  (2024), og omfatter ud over den største by Helsingør, byerne Espergærde, Hellebæk/Ålsgårde og Hornbæk. Kommunen har været uforandret siden kommunalreformen i 1970.
Historisk set har det, der i dag er kommunen, været stærkt påvirket af den store skibstrafik, der går igennem Øresund. Byen Helsingør ved sundets smalleste sted. Byen nævnes første gang i 1231 som Flynderborg, en lille købstad, der ifbm. indførelsen af Øresundstolden får tildelt udvidede købstadsrettigheder af kong Erik af Pommern i 1426. Hertil opførte han et fæstningsværk, der senere skulle blive til Kronborg.
Helsingør Kommune dækker over den nordøstligste del af Nordsjælland, og har, udover en række kyst- og turistbyer langs Kattegat og Øresund, grænse til Esrum Sø mod sydvest samt flere statsejede skove, f.eks. Teglstrup Hegn og Horserød Hegn.

## Kommunalreformen
Helsingør havde været købstad, men det begreb mistede sin betydning ved kommunalreformen i 1970. Købstadskommunen blev lagt sammen med en sognekommune for at danne Helsingør Kommune i det daværende Frederiksborg Amt:
| Kommune           | Folketal 1. januar 1970 | Byer                      |
| ----------------- | ----------------------- | ------------------------- |
| Helsingør købstad | 30.055                  | Helsingør                 |
| Tikøb             | 21.093                  | Gurre, Kvistgård og Tikøb |
| I alt             | 51.148                  |                           |

## Sogne
Helsingør Kommune består af følgende sogne, alle fra Lynge-Kronborg Herred:
- Egebæksvang Sogn
- Gurre Sogn
- Hellebæk Sogn
- Hornbæk Sogn
- Mørdrup Sogn
- Sankt Mariæ Sogn
- Sankt Olai Sogn
- Sthens Sogn
- Tikøb Sogn
- Vestervang Sogn

## Byer
| Kommunens største byer |           |                   |
| Nr                     | By        | Indbyggere (2024) |
| 1                      | Helsingør | 47.841            |
| 2                      | Hellebæk  | 5.846             |
| 3                      | Hornbæk   | 3.761             |
| 4                      | Saunte    | 1.387             |
| 5                      | Kvistgård | 1.142             |
| 6                      | Tikøb     | 693               |
| 7                      | Gurre     | 405               |
| 8                      | Langesø   | 348               |

## Ungdomsuddannelser i Helsingør Kommune
- Helsingør Gymnasium (STX)
- Espergærde Gymnasium (STX + HF)
- Den Internationale Højskole
- UNORD Helsingør, Nordsjælland (TEKNISK EUD + EUD BUSINESS + EUX BUSINESS + HHX + bådbygger + sejlmager + tømmer)
- HF & VUC Nordsjælland (HF + VUC + AVU + HFO)
- Steiner HF
- SOSU-assistent
- FGU Øresund
- Serviceuddannelse (på vej)
- DTU (AQUA afdeling)

## Politik

### Mandatfordeling
| 10 |  | 6 | 2 | 2 |  | 3 |

| 17 | 8 |

| 10 | 9 | 4 |  |  |

| 18 | 7 |

| 10 | 10 | 3 |  |  |

| 18 | 7 |

| 8 | 11 | 3 | 3 |

| 17 | 8 |

| 8 | 11 | 2 | 2 | 2 |

| 17 | 8 |

| 7 | 13 | 2 |  | 2 |

| 17 | 8 |

| 8 |  | 9 | 2 |  | 3 |  |

| 19 | 6 |

| 7 | 8 | 4 |  | 2 | 2 |  |

| 16 | 9 |

| 6 |  | 9 |  |  | 3 | 2 | 2 |

| 15 | 10 |

| 8 |  | 9 |  |  | 2 |  | 2 |

| 14 | 11 |

| 7 | 2 | 10 |  |  |  |  | 2 |

| 17 | 8 |

| 7 | 2 | 9 |  |  |  |  | 2 |  |

| 17 | 8 |

### Nuværende byråd
| Navn                        | Parti                                     |
| --------------------------- | ----------------------------------------- |
| Benedikte Kiær (Borgmester) | Det Konservative Folkeparti - 10 mandater |
| Birgitte Bergman            | Det Konservative Folkeparti - 10 mandater |
| Michael Mathiesen           | Det Konservative Folkeparti - 10 mandater |
| Jens Bertram                | Det Konservative Folkeparti - 10 mandater |
| Michael Lagoni              | Det Konservative Folkeparti - 10 mandater |
| Janus Kyhl                  | Det Konservative Folkeparti - 10 mandater |
| Thomas Kok                  | Det Konservative Folkeparti - 10 mandater |
| Knud Vinther Hansen         | Det Konservative Folkeparti - 10 mandater |
| Claus Birkelyng             | Det Konservative Folkeparti - 10 mandater |
| Gert Dyekjær                | Det Konservative Folkeparti - 10 mandater |
| Claus Christoffersen        | Socialdemokratiet - 7 mandater            |
| Thomas Horn                 | Socialdemokratiet - 7 mandater            |
| Gitte Kondrup               | Socialdemokratiet - 7 mandater            |
| Betina Svinggaard           | Socialdemokratiet - 7 mandater            |
| Harun Avdal                 | Socialdemokratiet - 7 mandater            |
| Silas Drejer                | Socialdemokratiet - 7 mandater            |
| Peter Poulsen               | Socialdemokratiet - 7 mandater            |
| Allan Berg Mortensen        | Enhedslisten - 2 mandater                 |
| Jørgen Bodilsen             | Enhedslisten - 2 mandater                 |
| Christian Holm Donatzky     | Radikale Venstre - 2 mandater             |
| Knud Mogensen               | Radikale Venstre - 2 mandater             |
| Ulla Kokfelt                | Nye Borgerlige - 1 mandat                 |
| Mette Lene Jensen           | Venstre - 1 mandat                        |
| Bente Borg Donkin           | Socialistisk Folkeparti - 1 mandat        |
| Marlene Harpsøe             | Dansk Folkeparti - 1 mandat               |

| Navn            | Skiftet fra                 | Skiftet til          | Dato               |
| --------------- | --------------------------- | -------------------- | ------------------ |
| Marlene Harpsøe | Dansk Folkeparti            | Danmarksdemokraterne | 17. august 2022    |
| Thomas Kok      | Det Konservative Folkeparti | Løsgænger            | 19. januar 2023    |
| Ulla Kokfelt    | Nye Borgerlige              | Løsgænger            | 24. januar 2024    |
| Ulla Kokfelt    | Løsgænger                   | Dansk Folkeparti     | 20. september 2024 |

| Udtrådt              | Indtrådt        | Parti        | Dato              |
| -------------------- | --------------- | ------------ | ----------------- |
| Allan Berg Mortensen | Malthe Jacobsen | Enhedslisten | 30. november 2022 |

### Byrådet 2018-2022
| Navn                        | Parti                          |
| --------------------------- | ------------------------------ |
| Benedikte Kiær (Borgmester) | Konservative (9 mandater)      |
| Per Tærsbøl                 | Konservative (9 mandater)      |
| Michael Mathiesen           | Konservative (9 mandater)      |
| Jens Bertram                | Konservative (9 mandater)      |
| Janus Kyhl                  | Konservative (9 mandater)      |
| Mahmed Naghdiani            | Konservative (9 mandater)      |
| Michael Lagoni              | Konservative (9 mandater)      |
| Lisbeth Læssøe              | Konservative (9 mandater)      |
| Kristina Kongsted           | Konservative (9 mandater)      |
| Henrik Møller               | Socialdemokratiet (8 mandater) |
| Gitte Kondrup               | Socialdemokratiet (8 mandater) |
| Betina Svinggaard           | Socialdemokratiet (8 mandater) |
| Silas Drejer                | Socialdemokratiet (8 mandater) |
| Peter Poulsen               | Socialdemokratiet (8 mandater) |
| Duygu N. Aydinoglu          | Socialdemokratiet (8 mandater) |
| Lene Lindberg               | Socialdemokratiet (8 mandater) |
| Claus Christoffersen        | Socialdemokratiet (8 mandater) |
| Allan Berg Mortensen        | Enhedslisten (2 mandater)      |
| Haldis Glerfoss             | Enhedslisten (2 mandater)      |
| Marlene Harpsøe             | Dansk Folkeparti (2 mandater)  |
| Ib Kirkegaard               | Dansk Folkeparti (2 mandater)  |
| Christian Holm Donatzky     | Radikale Venstre (1 mandat)    |
| Bente Borg Donkin           | SF (1 mandat)                  |
| Mette Lene Jensen           | Venstre (1 mandat)             |
| Jan Ryberg                  | Lokaldemokraterne (1 mandat)   |

Følgende er udtrådt i valgperioden
| Dato          | Udtrådt         | Indtrådt               | Parti             |
| ------------- | --------------- | ---------------------- | ----------------- |
| 6. juni 2019  | Henrik Møller   | Daniel Boalth Petersen | Socialdemokratiet |
| 25. juni 2019 | Haldis Glerfoss | Helena Jørgensen       | Enhedslisten      |

### Borgmestre siden 1970[11]
| Parti | Navn                   | Periode   |
| ----- | ---------------------- | --------- |
| S     | Ove Thelin             | 1970-1985 |
| S     | Knud Axelsen           | 1986-1993 |
| K     | Per Tærsbøl            | 1994-2009 |
| V     | Johannes Hecht Nielsen | 2010-2013 |
| K     | Benedikte Kiær         | 2014-     |

## Billeder
- August 2001
- 2004
- August 2004
- December 2004
- July 2005
- August 2005
- September 2006
- September 2006
- August 2011